# Аскольд (малий ракетний корабель)
«Аскольд» — малий ракетний корабель проекта 22800 «Каракурт».

## Спорудження
Корабель був закладений 18 листопада 2015 року під заводським номером 802 на Керченському суднобудівному заводі «Залив».
Спущений на воду 21 вересня 2021 року. Перебував на стадії випробовувань. Готувався до введення в експлуатацію наприкінці 2023 року. 4 листопада 2023 року був пошкоджений внаслідок ракетного удару ЗСУ. Удар було завдано за допомогою французьких ракет SCALP. Здійснили удар пілоти тактичної авіації.

## Командири
- капітан 2 рангу Ніколай Грігорєнко.